# Accept
Accept es una banda alemana de heavy metal fundada en 1976 en la ciudad de Solingen, Alemania, por el vocalista Udo Dirkschneider y el guitarrista Wolf Hoffmann. Después de algunos cambios en su formación, en la que ingresó el bajista Peter Baltes, debutaron con Accept en 1979, a través de Brain Records. Durante la primera parte de los años 1980 obtuvieron un importante reconocimiento en los mercados europeos, Estados Unidos y Japón, gracias a las producciones Breaker (1981), Restless and Wild (1982), Balls to the Wall (1983) y Metal Heart (1985). En 1987, tras la gira promocional de Russian Roulette de 1986, Udo renunció a la banda para iniciar una carrera como solista con su propia agrupación U.D.O. Para sustituirlo contrataron al estadounidense David Reece, con el cual grabaron el álbum Eat the Heat en 1989, pero debido a las malas críticas y a la escasa acogida por parte de sus seguidores, la banda optó por separarse a fines del mismo año.
En 1992, Accept regresó a los escenarios con Udo de vuelta como un cuarteto; en esta tercera etapa publicaron tres álbumes de estudio Objection Overruled (1993), Death Row (1994) y Predator (1996). No obstante, las constantes discusiones internas provocaron su segunda separación, que se oficializó a mediados de 1997. Durante varios años la banda estuvo ausente de los mercados mundiales, hasta que en 2005 realizaron una breve gira de reunión por algunos festivales de música europeos y en Japón, pero pese a su éxito no se consagró un regreso. Finalmente, en 2009, Hoffmann y Baltes anunciaron el regreso definitivo del grupo con el exvocalista de TT Quick, Mark Tornillo, en reemplazo de Dirkschneider. Desde entonces, han lanzado al mercado los discos Blood of the Nations (2010), Stalingrad (2012), Blind Rage (2014), The Rise of Chaos (2017) y Too mean to die (2021); que han colocado a Accept nuevamente en las listas musicales, a tal punto que el ya mencionado álbum Blind Rage se convirtió en su primera producción en lograr el primer puesto en Alemania.
Accept es considerada como una de las mejores bandas de heavy metal de la primera mitad de los años ochenta, además es nombrado como uno de los principales contribuyentes del desarrollo del speed metal y uno de los grupos más influyentes para el thrash metal y el power metal.

## Historia

### Primeros años

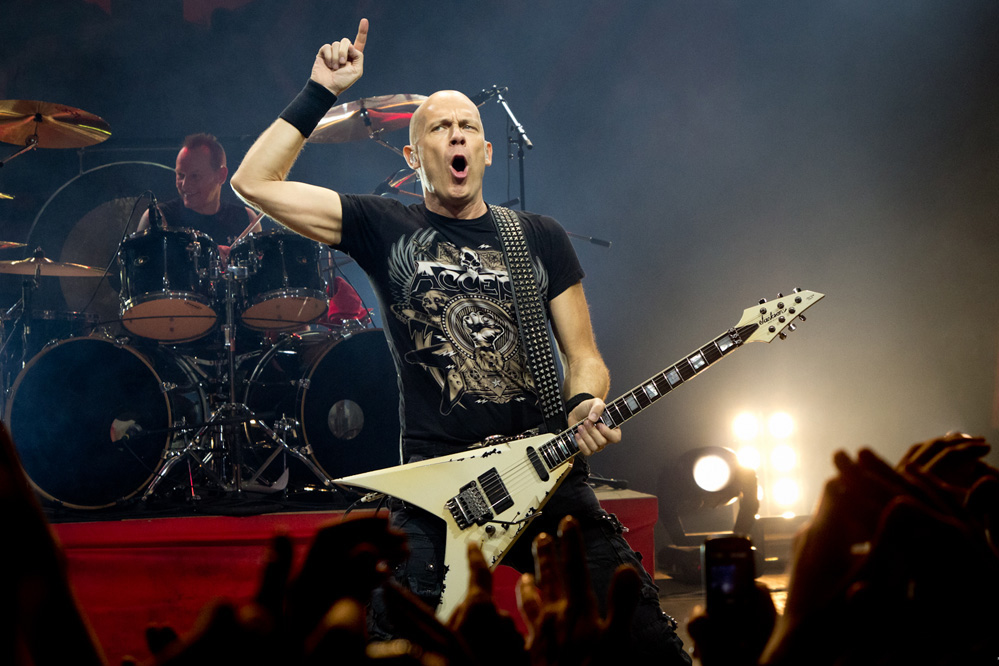
El guitarrista Wolf Hoffmann en 2011.

Los inicios de la banda se remontan a 1968 cuando el vocalista Udo Dirkschneider junto con el guitarrista Michael Wagener, Dieter Rubach en el bajo y Birke Hoe en la batería fundaron Band X en Solingen, en la aquel entonces Alemania Occidental. Durante sus primeros años sufrieron un constante cambio de músicos, cuya inestabilidad en su alineación no les permitió iniciar una carrera profesional y que finalmente provocó su separación. En 1976, Dirkschneider y Rubach se enfocaron en crear su primera banda profesional y para ello se reunieron con los guitarristas Wolf Hoffmann y Gerhard Wahl, y el baterista Frank Friedrich, y fundaron la primera alineación de Accept. En ese mismo año tocaron en el festival Rock am Rhein donde fueron bien recibidos por la crítica y los fans, a tal punto que llamaron la atención del sello Brain Records, quienes les ofrecieron su primer contrato discográfico.
En 1978 y antes de iniciar las grabaciones de su álbum debut, Wahl y Rubach anunciaron su retiro de la banda como de la escena musical, siendo sustituidos por Jörg Fischer y Peter Baltes respectivamente. A fines de ese año se trasladaron a Wilster donde grabaron su primer disco titulado Accept, que se puso a la venta en enero de 1979 y que recibió críticas especialmente negativas por parte de la prensa especializada. Antes de la publicación de su álbum debut el baterista Frank Friedrich renunció y fue reemplazado por Stefan Kaufmann para las siguientes producciones. En 1980 pusieron a la venta I'm a Rebel, cuya canción homónima había sido escrita y grabada por AC/DC en 1976, pero nunca fue publicada. A pesar de que recibió críticas similares a su anterior disco, fue el primero en ser lanzado internacionalmente tanto en los Estados Unidos como en los principales países de Europa.
Con la publicación de Breaker en 1981, dieron inicio a una nueva etapa en su carrera y para ello, decidieron dejar de lado las opiniones de los demás y enfocarse en lo que ellos querían hacer, que finalmente les significó recibir mejores reseñas por parte de la crítica a diferencia de sus anteriores discos. Tras su lanzamiento firmaron un importante contrato con la mánager alemana Gaby Hauke, cuya primera labor fue conseguirles un acuerdo como banda de soporte de la gira World Wide Blitz Tour de Judas Priest, que desde el 6 de noviembre hasta el 14 de diciembre de 1981 les permitió tocar en ocho países europeos.
Después de la gira promocional Jörg renunció a la agrupación y para sustituirlo contrataron a Jan Koemmet, pero su paso por Accept fue demasiado corto ya que antes de iniciar las grabaciones de su nuevo disco fue despedido. A principios de 1982 se trasladaron a Colonia para registrar su cuarto álbum Restless and Wild, que por primera vez ingresó en las listas musicales de algunos países europeos, como en el Reino Unido, donde logró la posición 98 en los UK Albums Chart. Dentro de su listado de canciones destacó el sencillo «Fast as a Shark», que para algunos críticos es considerado como uno de los principales temas del speed metal y un claro ejemplo del proto-thrash metal.

### Balls to the Wally la posterior salida de Udo

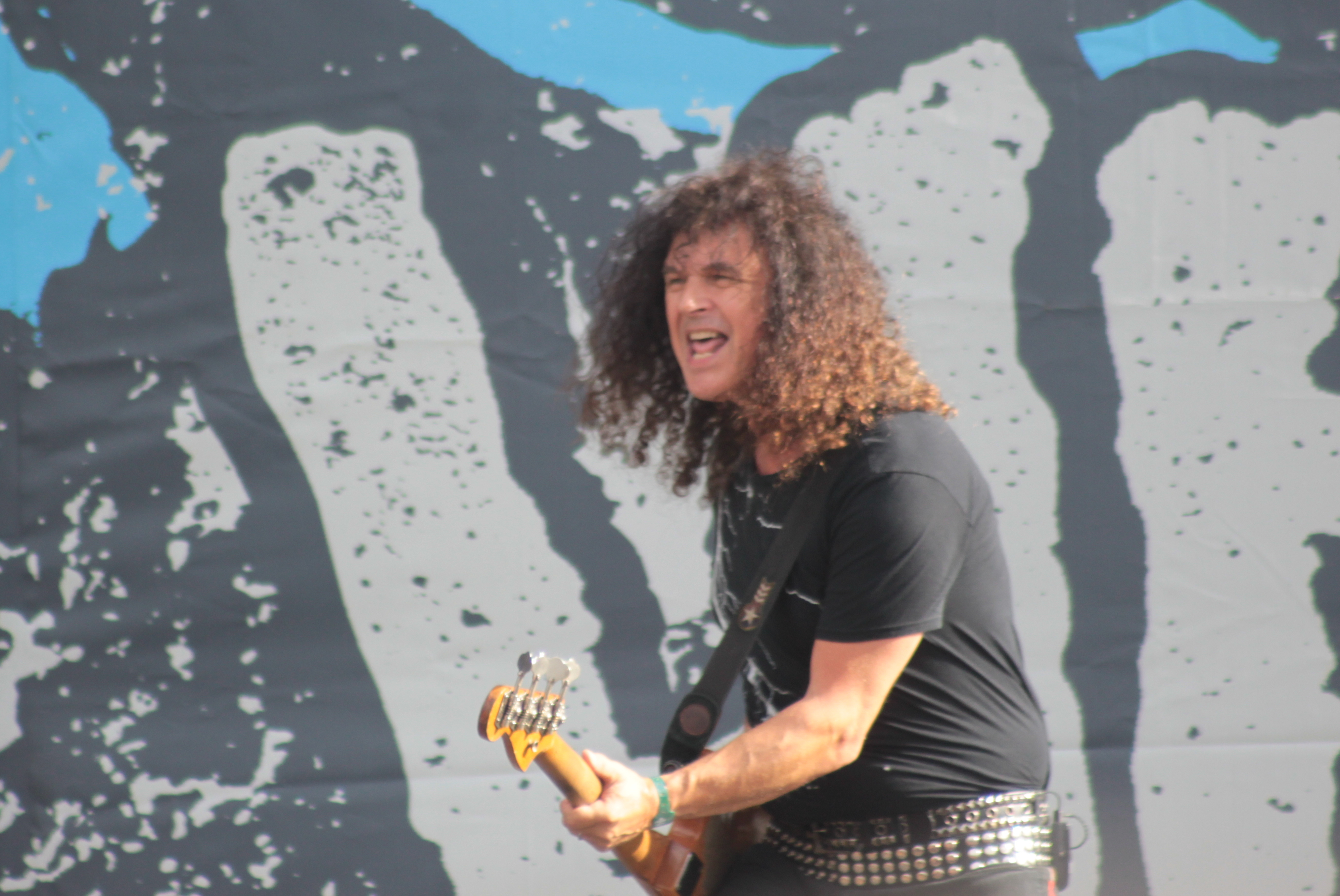
Peter Baltes junto a Hoffmann han sido los únicos miembros que han participado en todos los álbumes de estudio hasta 2018.

En 1983 firmaron con RCA Records y comenzaron a grabar el álbum Balls to the Wall, el primero con el guitarrista Herman Frank. Su quinta producción siguió las mismas letras oscuras y agresivas que en sus dos antecesores, sin embargo, generó algunas controversias en algunos mercados por el significado de ciertas canciones y su portada. No obstante, marcó un antes y un después en su carrera ya que les abrió las puertas a otros países fuera de Europa como los Estados Unidos y Canadá, donde logró posicionarse en los top 100 de las listas musicales respectivas. Durante su gira promocional en 1983 la banda se reencontró con Jörg, que con la insistencia de Hauke, pasó a formar parte de Accept una vez más. Al año siguiente dieron una serie de conciertos por varios países europeos y se presentaron por primera vez en Norteamérica, en primera instancia como artistas invitados de Kiss y luego de Saxon, e incluso en ciertas ciudades se presentaron como artistas principales. Al final de la gira fueron invitados por Iron Maiden para abrir su conciertos en Italia, España y Francia, y fueron parte del festival Monsters of Rock tanto en Inglaterra como en Alemania.
Desde mediados de 1984 comenzaron a tener sus primeras discusiones sobre el enfoque real de la banda. Por un lado, Wolffmann, Baltes y Hauke estaban interesados en los Estados Unidos donde cada vez pasaban más tiempo conociendo su estilo de vida y sus ciudades. Mientras que Dirkschneider, Kaufmann y Fischer se mantuvieron en Alemania alejados de influencia musical estadounidense. Este distanciamiento entre sus integrantes provocó algunas diferencias personales como musicales, aunque de manera cordial decidieron seguir trabajando como banda.
Más adelante y enfocados en el mercado estadounidense decidieron que Dieter Dierks fuera el productor de su siguiente disco, debido al éxito que tenía en ese país junto a sus compatriotas Scorpions. En marzo de 1985 finalmente se puso a la venta Metal Heart, que a las pocas semanas se convirtió en su álbum más exitoso hasta ese entonces ya que logró ubicarse en los top 10 de algunas listas musicales de países como Suecia y Noruega. Para promocionarlo se embarcaron en una extensa gira por Europa y luego por Norteamérica, donde contaron con Krokus y Rough Cutt como artistas invitados, mientras que en la parte final por los Estados Unidos fueron invitados por Iron Maiden para abrir sus conciertos. En dicha gira llamada simplemente Metal Heart Tour, tocaron por primera vez en tres ciudades de Japón, entre ellas Nagoya, que fue escogida para grabar su primera producción en vivo llamada Kaizoku-Ban y que se publicó a finales de 1985.
A finales de 1985 se reunieron en los Dierks Studios para grabar su séptimo álbum de estudio, Russian Roulette, con el cual retornaron al sonido más oscuro y pesado de sus discos Breaker y Restless and Wild. Tras culminar la gira promocional de Russian Roulette, en la que contaron con los estadounidenses Dokken como banda invitada por sus conciertos por Europa, anunciaron a fines de 1986 un receso indefinido de sus actividades. Sin embargo, en 1987 Udo Dirkschneider optó por dejar la banda e iniciar una carrera solista con una nueva agrupación llamada U.D.O.

### Etapa con David Reece y la primera separación

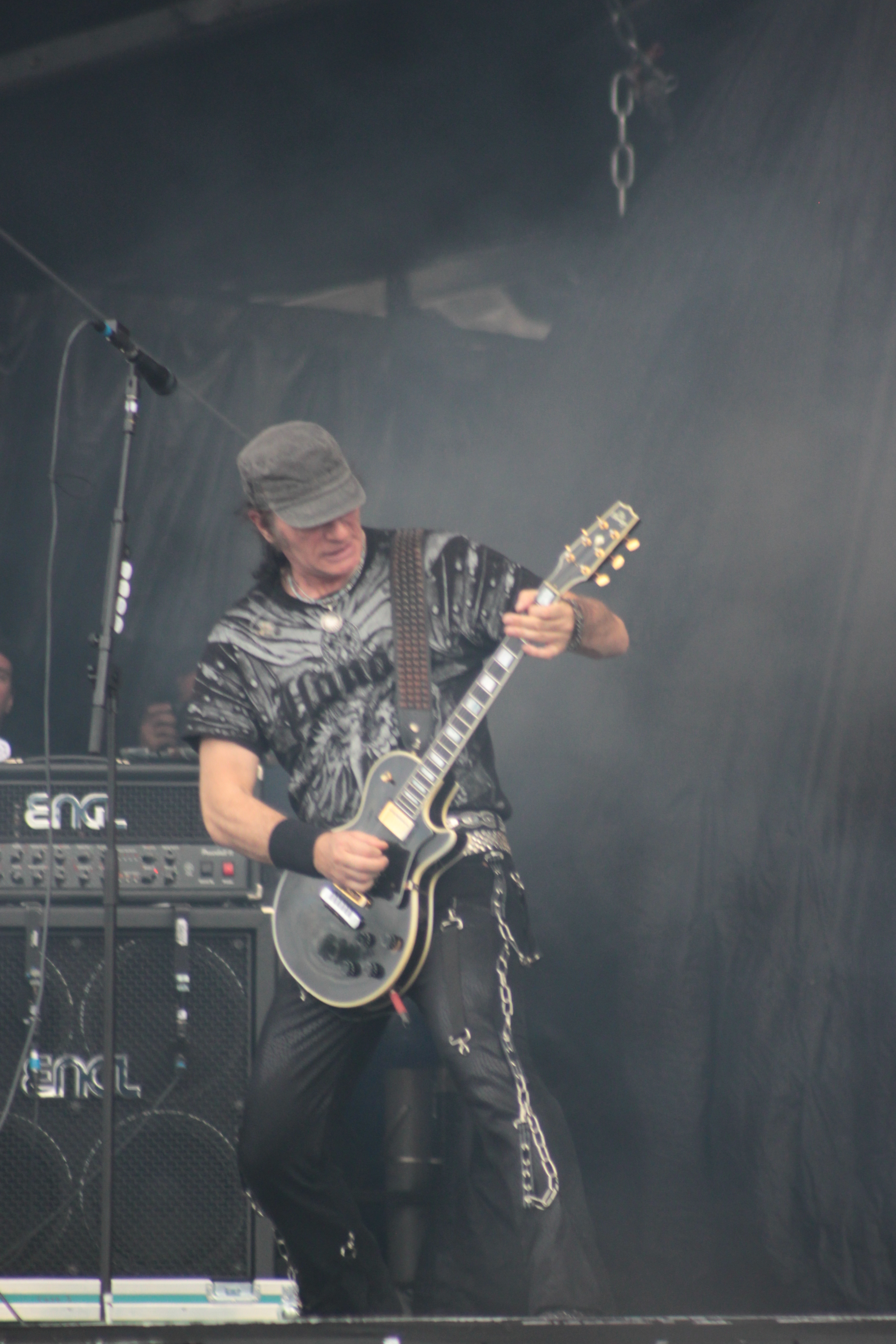
Herman Frank en el festival Hellfest en 2013.

Paralelo a la grabación del primer disco de U.D.O., el resto de la banda inició las audiciones para conseguir a un nuevo vocalista. Entre los que se presentaron destacó el estadounidense Michael White y el británico Rob Armitage de la banda Baby Tuckoo. No obstante, decidieron contratar al estadounidense David Reece, con quien se trasladaron a Alemania para grabar un nuevo álbum de estudio. Antes de iniciar el proceso de grabación, Jörg Fischer renunció nuevamente a la agrupación, siendo reemplazado por Jim Stacey a fines de 1988.
Finalmente en mayo de 1989 se puso a la venta Eat the Heat, que estaba orientado al público estadounidense con canciones ligadas al hard rock y glam metal, cuyo cambio de sonido generó una serie de críticas y una escasa atención en las listas musicales. Cuando estaban de gira por Norteamérica, Stefan Kaufmann tuvo serios problemas a su espalda que lo obligó a renunciar a la banda para buscar un tratamiento médico. En su reemplazo y solo para las fechas restantes se contrató a Ken Mary, conocido durante ese tiempo por ser baterista de Alice Cooper y House of Lords. Tras la salida de Kaufmann, la poca venta de entrada de sus conciertos y la mala relación de Reece con Hoffmann conllevó a que tomaran la decisión de separarse de manera indefinida a finales de 1989.

### El regreso de Udo y la segunda separación
En 1990, los sellos RCA para Europa y Epic para los Estados Unidos publicaron el doble álbum en vivo Staying a Life, que logró buenas críticas y que se consideró como un punto clave para la posterior reunión de la banda. Dos años después, en 1992, Wolf tomó la iniciativa y se trasladó a Alemania para conversar con Udo y Stefan, que junto con Peter, acordaron reunir la clásica formación después de un poco más de tres años de inactividad. A los pocos meses después comenzaron a grabar Objection Overruled, que se puso a la venta a principios de 1993 y que logró una buena recepción en Europa, pero no así en los Estados Unidos, cuyo mercado estaba dominado por los sonidos alternativos.
En 1994 cuando estaban grabando su siguiente disco Death Row, los problemas de salud de Stefan Kaufmann le impidieron tocar bien la batería en algunas canciones. Para sustituirlo y por un breve tiempo, se unió el alemán Stefan Schwarzmann, que a su vez, ingresó al equipo de producción del álbum. Su décima producción de estudio fue considerada como una de las más agresivas y pesadas de su historia, pero fue criticada por la ausencia de su sonido clásico. Dos años después y con la ayuda del baterista Michael Cartellone de Damn Yankees, grabaron Predator, que se convirtió en el último álbum de estudio de la banda después de que en 1997 decidieran separarse. Su gira promocional coincidió con los primeros veinte años de carrera y fue seleccionada para despedirse de los escenarios con fechas por Norteamérica, Sudamérica, Europa y Asia, cuyo último concierto se celebró en Tokio, Japón, el 15 de junio de 1996.

### 2005: Gira de reunión

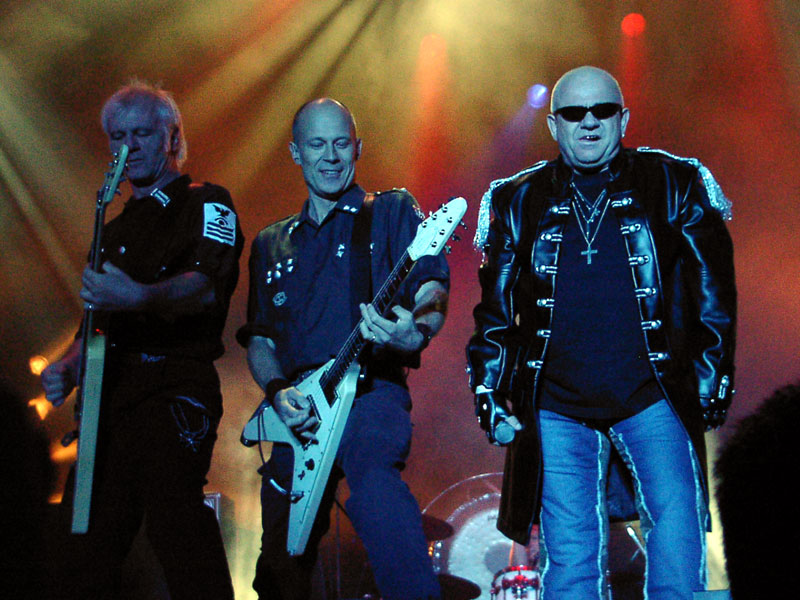
Accept en el festival Wacken Open Air de 2005, durante la breve gira de reunión.

En 1997, los miembros de la banda decidieron separarse de manera definitiva y cada uno de ellos se enfocó en sus respectivos proyectos personales. En ese mismo año el sello GUN Records publicó el doble álbum en vivo All Areas - Worldwide, que contó con canciones grabadas durante las giras de Objection Overruled y Death Row. A pesar de la inactividad de la agrupación, diversos sellos discográficos publicaron algunos recopilatorios como Classics, Rock 'n' Ballads: Hot & Slow en 2000 y los EP Breakers on Stage en 1998 y Rich & Famous en 2002, que mantuvieron, de cierta manera, a la banda vigente en los mercados mundiales.
A finales de 2004, varios promotores europeos invitaron a la banda a realizar una gira de reunión por los principales festivales del continente, entre ellos el Sweden Rock Festival de Suecia, Gods of Metal de Italia, Graspop Metal Meeting de Bélgica y el Wacken Open Air de Alemania. Después de algunos meses de preparación, Hoffmann, Dirkschneider, Baltes, Frank y Schwarzmann dieron su primer concierto de reunión el 25 de abril de 2005 en San Petersburgo, Rusia. Después de veintidós fechas, entre ellas cuatro por Japón, su último concierto se celebró el 27 de agosto del mismo año en Kavarna, Bulgaria. Casi dos años después, en mayo de 2007, se rumoreó una nueva reunión que incluiría además la grabación de un disco de estudio, pero Dirkschneider en una entrevista descartó la idea afirmando: «Entiendo que la gente quiere un nuevo álbum de Accept, pero componer canciones juntos sería un desastre. De esa manera destruiríamos en vez de crear algo. Tenemos una buena relación y es mejor mantenerlo así».

### La llegada de Mark Tornillo:Blood of the NationsyStalingrad

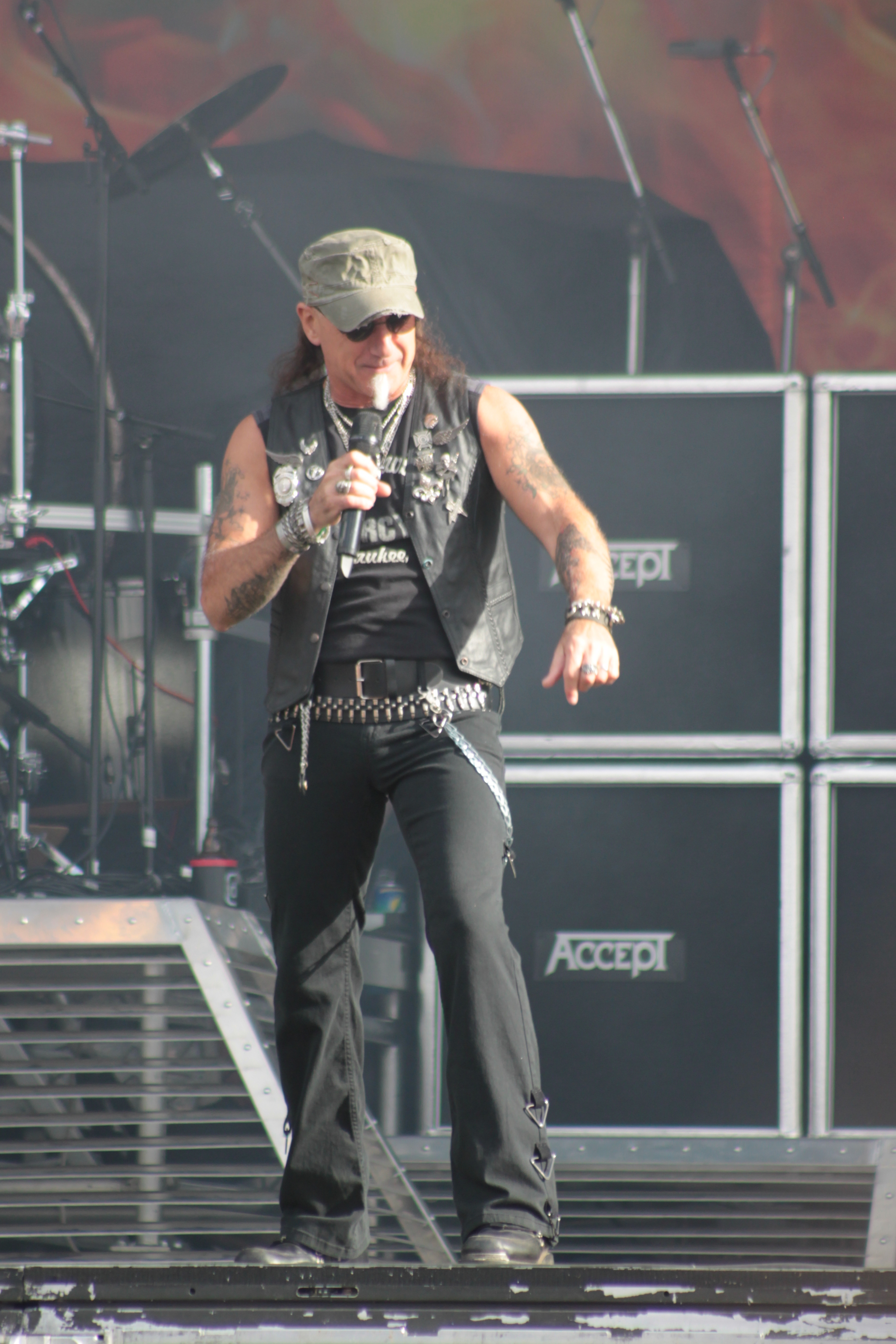
Mark Tornillo en vivo en 2013.

A mediados de mayo de 2009, Baltes se reunió con Hoffmann para tratar de reformar nuevamente la banda, después de la breve gira de reunión en 2005. Tras llegar a un acuerdo, llamaron a Herman Frank, Stefan Schwarzmann y a Udo Dirkschneider, pero solo los dos primeros aceptaron la propuesta. De acuerdo con la banda, Dirkschneider rechazó la idea para enfocarse en su grupo U.D.O. No obstante, el exvocalista confirmó que estaba interesado en la idea, pero no llegaron a un acuerdo; en una entrevista a Metalholic.com mencionó: «Estoy contento con U.D.O., ya llevo más tiempo en el grupo del que estuve en Accept, somos como una familia y la química es perfecta. Al fin y al cabo, estoy contento de no haber vuelto a Accept». Después de que Dirkschneider no llegara a un acuerdo con la banda, Baltes y Hoffmann tuvieron que buscar un nuevo vocalista y escogieron al estadounidense Mark Tornillo, cantante de TT Quick. Según Hoffmann, el encuentro con Mark fue algo fortuito: «Peter y yo estábamos trabajando en algunas canciones en un estudio de Nueva Jersey. Alguien nos sugirió que llamáramos a Mark para ver si se unía a nosotros. Así que cuando llegó, empezamos a intercambiar algunas viejas canciones de Accept solo por diversión. Tan pronto como Mark comenzó a cantar nos miramos el uno al otro y nos dimos cuenta de lo imposible acaba de pasar; nos encontramos con una nueva voz para Accept».
El 8 de mayo de 2010, dieron su primer concierto en el Gramercy Theatre de Nueva York, que se convirtió en el show debut de Tornillo con la banda. Por su parte, en agosto del mismo año se puso a la venta Blood of the Nations, su primer álbum de estudio en catorce años. El disco recibió positivas reseñas de la crítica especializada y alcanzó buenas posiciones en las listas musicales globales, por ejemplo, logró el puesto 4 en los Media Control Charts de Alemania, siendo la posición más alta para una de sus producciones en su propio país hasta ese entonces. Tras culminar las más de 100 presentaciones de su gira promocional, en abril de 2012 lanzaron Stalingrad, que al igual que su predecesor logró muy buenas críticas y buenos puestos en las listas musicales. El álbum fue promocionado con un extenso tour, que comenzó en abril por distintos festivales de música de Europa y culminó en agosto de 2013 en el festival Leyendas del Rock en Villena, España.

### Blind Rage,The Rise of Chaosy cambios en alineación

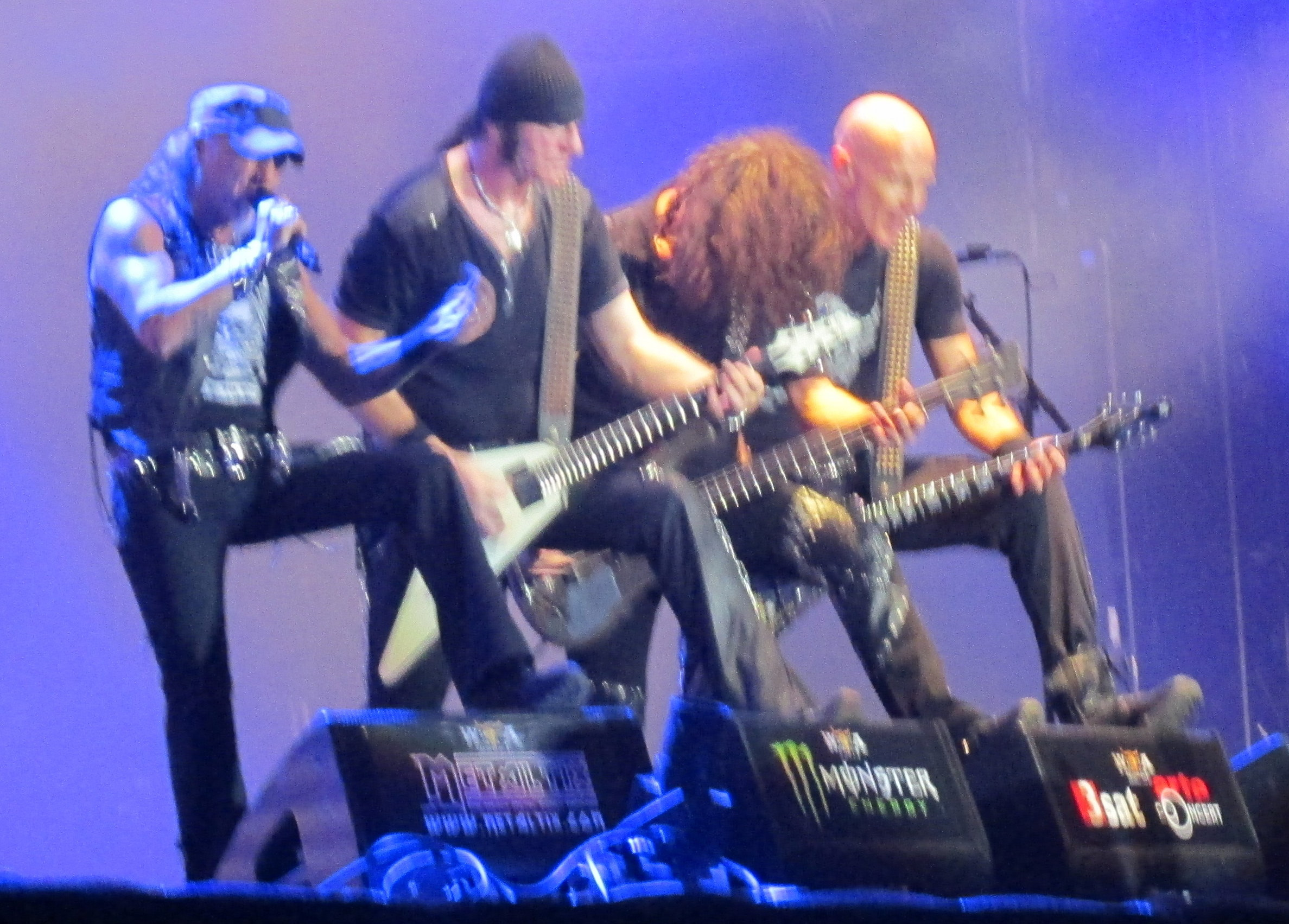
Mark Tornillo, Herman Frank, Peter Baltes y Wolf Hoffmann en vivo en Wacken de 2014.

En agosto de 2014 se puso a la venta Blind Rage, que al igual que sus antecesores logró muy buenos resultados. Su decimocuarto álbum de estudio se convirtió en su primera producción en alcanzar el primer puesto en Alemania y llegó hasta la misma posición en Finlandia. Para promocionarlo, el 11 de septiembre iniciaron oficialmente su gira en la ciudad californiana de Solana Beach, Estados Unidos y durante los próximos meses les permitió tocar en Europa, Japón y por primera vez en Australia. Tras culminar las últimas fechas de 2014, el 28 de diciembre el guitarrista Herman Frank y el baterista Stefan Schwarzmann anunciaron su salida de la banda, que según el comunicado fue de manera amigable, puesto que ambos músicos iniciarían una nueva banda con el apoyo del sello Nuclear Blast, llamada Panzer.
Antes de iniciar la segunda parte de la Blind Rage Tour, el 12 de abril de 2015 Accept anunció la entrada de los nuevos músicos; el guitarrista Uwe Lulis, conocido por haber estado durante años en Grave Digger y Rebellion, y el baterista Christopher Williams, conocido por haber sido músico de sesión de artistas como Desolation, Stephen Dale Petit y Cinder Box, entre otros. Junto con estos nuevos integrantes completaron todas las fechas de la gira de Blind Rage, que se extendió hasta mediados de abril de 2016 y cuyo último concierto se celebró en Santiago de Chile.
A finales de 2016, Wolf Hoffman comentó que ya habían llegado a un acuerdo con Nuclear Blast y con el productor Andy Sneap, y que un futuro álbum podría ser lanzado entre julio y agosto de 2017. Finalmente el 4 de agosto de 2017 salió a la venta The Rise of Chaos, que recibió buenas críticas por parte de la prensa especializada, como también una positiva recepción comercial en varios mercados mundiales, por ejemplo en Alemania llegó hasta la tercera posición de la lista musical local. Más tarde, el 27 de noviembre de 2018, el bajista Peter Baltes anunció su salida tras más de cuarenta años en la agrupación afirmando que necesitaba un cambio en su vida y que dejó a Wolf Hoffmann como único miembro fundador vigente en la banda. Para las fechas del festival 70000 Tons of Metal (31 de enero-4 de febrero de 2019), Danny Silvestri participó como bajista invitado, hasta que el 16 de abril se confirmó a Martin Motnik —bajista de Uli Jon Roth— como su reemplazo permanente. Siete meses después se anunció la entrada de Philip Shouse como tercer guitarrista, convirtiendo a la banda en un sexteto por primera vez en su historia.

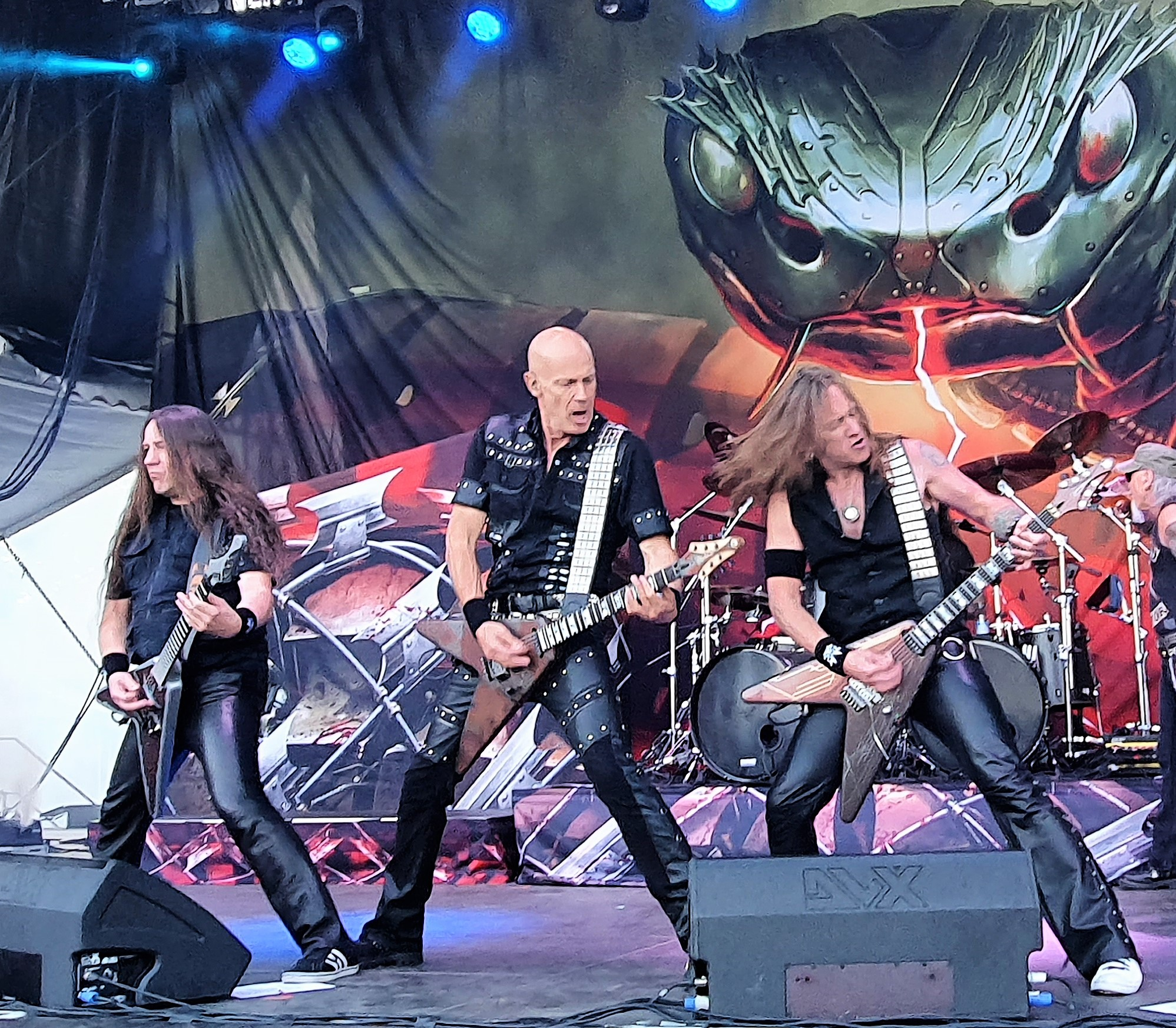
Uwe Lulis, Wolf Hoffmann, y Philip Shouse en vivo en Rock in the City, Kuopio de 2022.

En 2020 comenzaron la grabación de un nuevo álbum de estudio, pero debido a la pandemia de COVID-19 su lanzamiento se atrasó varios meses. Finalmente en enero de 2021 se publicó Too Mean to Die, que al igual que sus antecesores obtuvo buenas posiciones en las listas musicales mundiales; en Alemania llegó hasta el segundo lugar del conteo local. Por motivos de la pandemia, su respectiva gira de conciertos se programó para enero y febrero de 2022, y contaría con la participación de Phil Campbell and the Bastard Sons y Flotsam and Jetsam.

## Miembros

### Miembros actuales
- Mark Tornillo: voz (2009-presente)
- Wolf Hoffmann: guitarra eléctrica (1976-1989, 1992-1997, 2005, 2009-presente)
- Uwe Lulis: guitarra eléctrica (2015-presente)
- Christopher Williams: batería (2015-presente)
- Martin Motnik: bajo (2019-presente)
- Philip Shouse: guitarra eléctrica (2019-presente)

### Antiguos miembros
| - Udo Dirkschneider: Voz (1976-1987, 1992-1997, 2005) - Peter Baltes: Bajo (1978-1989, 1992-1997, 2005, 2009-2018) - David Reece: Voz (1988-1989) - Stefan Kaufmann: Batería (1979-1989, 1992-1994) - Herman Frank: Guitarra (1982-1984, 2005, 2009-2014) - Stefan Schwarzmann: Batería (1994-1995, 2005, 2009-2014) - Jörg Fischer: Guitarra (1978-1982, 1984-1988) - Ken Mary: Batería (1989) | - Michael Cartellone: Batería (1995-1997) - Jim Stacey: Guitarra (1989) - Jan Koemmet: Guitarra (1982) - Frank Friedrich: Batería (1976-1979) - Gerhard Wahl: Guitarra (1976-1978) - Dieter Rubach: Bajo (1976-1978) |

## Discografía
- Artículo principal: Anexo:Discografía de Accept

### Álbumes de estudio
| - 1979: Accept - 1980: I'm a Rebel - 1981: Breaker - 1982: Restless and Wild - 1983: Balls to the Wall - 1985: Metal Heart | - 1986: Russian Roulette - 1989: Eat the Heat - 1993: Objection Overruled - 1994: Death Row - 1996: Predator - 2010: Blood of the Nations | - 2012: Stalingrad - 2014: Blind Rage - 2017: The Rise of Chaos - 2021: Too Mean to Die - 2024: Humanoid |